# Sante Portalupi
Sante Portalupi, aussi Portaluppi,, (1er novembre 1909 - 31 mars 1984) est un prélat italien de l'Église catholique qui a fait carrière dans le service diplomatique du Saint-Siège. De 1959 à sa mort, il occupe le poste principal de délégué apostolique ou de nonce apostolique dans plusieurs pays d'Amérique latine et d'Afrique, terminant sa carrière comme nonce apostolique au Portugal (en).

## Biographie
Sante Portalupi est né à Mortara, Italie, le 1er novembre 1909. Il est ordonné prêtre le 15 avril 1933. La même année, il entre à l'Académie pontificale ecclésiastique pour se préparer à une carrière dans le service diplomatique. Il obtient son doctorat en droit canonique à l'Université pontificale grégorienne en 1936 avec une thèse sur "Les articles organiques annexés au concordat napoléonien de 1801".
Parmi ses premières affectations, il y a notamment un poste au Paraguay (en), où il est chargé d'affaires en 1949.
Le 29 janvier 1959, le pape Jean XXIII le nomme nonce apostolique au Honduras (en) et au Nicaragua (en). Le 14 octobre 1961, le pape Jean le nomme archevêque titulaire de Christopolis (de). Il reçoit sa consécration épiscopale le 3 décembre des mains du cardinal Benedetto Aloisi Masella avec comme co-consécrateurs Angelo Dell'Acqua et Francesco Bertoglio. Fin 1965, il est désigné par le pape Paul VI pour remettre personnellement un parchemin unique honorant la vie et la carrière de Dame Angélica Balladares de Arguello, pour ses énormes contributions à la société et à l'Église catholique, y compris la construction de la deuxième tour de la cathédrale Notre-Dame de l'Assomption de Grenade (es), finalisée à la suite de sa suggestion au président de l'époque, José María Moncada Tapia en 1931. En janvier 1967, il aide à négocier la libération des otages américains détenus par les rebelles antigouvernementaux au Nicaragua,
Le 27 septembre 1967, le pape Paul VI nomme Portalupi délégué apostolique en Afrique du Nord. Dans les années qui suivent, le Saint-Siège établit des relations avec les pays relevant du mandat de délégué de Portalupi, et il prend les titres supplémentaires de pro-nonce apostolique en Algérie le 6 mars 1972, pro-nonce en Tunisie le 22 mars 1972, et pro-nonce au Maroc (en) le 5 mars 1976.
Ces modifications laissent son rôle de délégué à l'Afrique du Nord avec la responsabilité d'un seul pays, et le titre de son délégué change en délégué apostolique en Libye. Le pape Jean-Paul II le nomme nonce apostolique au Portugal (en) le 15 décembre 1979. Lorsque le pape Jean-Paul II cherche à accomplir les instructions relayées par Sœur Lucie de Fatima appelant à la consécration de la Russie à la Vierge Marie, Portalupi l'interviewe en 1982 puis en 1983 pour vérifier si les instructions ont été correctement exécutées,.
Il meurt à ce poste le 31 mars 1984.
En 1995, le gouvernement local de Mortara installe une plaque sur la maison où il est né et est baptisé. Portalupi laisse le bâtiment à Caritas de Vigano pour l'utiliser comme crèche ; il devient un logement social.

## Succession apostolique
Sante Portalupi a ordonné les évêques suivants :
- Évêque José Carranza Chévez (de) (1962)
- Évêque Julián Luis Barni Spotti (es), O.F.M. (1962)
- Évêque Clemente Carranza y López (es) (1963)
- Évêque Donaldo Chávez Núñez (es) (1966)
- Évêque Marcel Gérin y Boulay, P.M.E. (1967)